# Папа Бонифације IV
Папа Бонифације IV (лат. Bonifacius Quartus; 8. мај 615.) је био 67. папа од 25. августа 608. до 8. маја 615.